# マリナ・ロドリゲス
マリナ・ロドリゲス（Marina Rodriguez、1987年4月29日 - ）は、ブラジルの女性総合格闘家。UFC世界女子ストロー級ランキング10位。

## 経歴
若いころは、サッカー、バレーボール、バスケットボール、ハンドボール等を行っており、2013年に運動不足解消のためにムエタイを始めた。
2015年にプロ総合格闘家としてのキャリアをスタートし、主にブラジル国内で試合を行い9勝0敗の戦績を収めた。
2018年8月11日、Dana White's Contender Series Brazil 2でマリア・デ・オリベイラ・ネタと対戦し、1RTKO勝ちを収めUFCとの契約権を獲得した。

### UFC
2018年9月22日、UFC初参戦となったUFC Fight Night: Santos vs. Andersで女子ストロー級ランキング13位のランダ・マルコスと対戦し、一進一退の攻防の末、1-0の判定ドロー。
2019年12月7日、UFC on ESPN: Overeem vs. Rozenstruikで女子ストロー級ランキング10位のシンシア・カルビーロと対戦し、1-0の判定ドロー。この試合はカルビーロの体重超過により120.5ポンドのキャッチウェイトで行われ、ファイトマネーのの30%をロドリゲスに譲渡した。
2020年7月26日、UFC on ESPN: Whittaker vs. Tillで女子ストロー級ランキング7位のカーラ・エスパルザと対戦し、1-2の判定負け。
2021年1月24日、UFC 257で女子ストロー級ランキング10位のアマンダ・ヒバスと対戦し、スタンドパンチ連打で2RTKO勝ち。パフォーマンス・オブ・ザ・ナイトを受賞した。
2021年10月9日、UFC Fight Night: Dern vs. Rodriguezで女子ストロー級ランキング4位のマッケンジー・ダーンと対戦し、3-0の5R判定勝ち。ファイト・オブ・ザ・ナイトを受賞した。
2022年3月5日、UFC 272で女子ストロー級ランキング4位のヤン・シャオナンと対戦し、2-1の判定勝ち。
2022年11月5日、UFC Fight Night: Rodriguez vs. Lemosで女子ストロー級ランキング7位のアマンダ・レモスと対戦し、スタンドパンチ連打で3RTKO負け。
2023年5月6日、UFC 288で女子ストロー級ランキング9位のビルナ・ジャンジロバと対戦し、0-3の判定負け。
2023年9月23日、UFC Fight Night: Fiziev vs. Gamrotで女子ストロー級ランキング12位のミシェル・ウォーターソンと再戦し、パウンドで2RTKO勝ち。パフォーマンス・オブ・ザ・ナイトを受賞した。
2024年4月13日、UFC 300で女子ストロー級ランキング4位の元UFC世界女子ストロー級王者ジェシカ・アンドラージと対戦し、1-2の判定負け。

## 戦績
| 総合格闘技 戦績 | 総合格闘技 戦績 | 総合格闘技 戦績 | 総合格闘技 戦績 | 総合格闘技 戦績 | 総合格闘技 戦績 | 総合格闘技 戦績 |
| --------------- | --------------- | --------------- | --------------- | --------------- | --------------- | --------------- |
| 24 試合         | (T)KO           | 一本            | 判定            | その他          | 引き分け        | 無効試合        |
| 17 勝           | 7               | 1               | 9               | 0               | 2               | 0               |
| 5 敗            | 1               | 0               | 4               | 0               | 2               | 0               |

| 勝敗 | 対戦相手                     | 試合結果                          | 大会名                                                                   | 開催年月日     |
| ×    | ヤスミン・ルシンド           | 5分3R終了 判定1-2                 | UFC 307: Pereira vs. Rountree                                            | 2024年10月5日  |
| ×    | ジェシカ・アンドラージ       | 5分3R終了 判定1-2                 | UFC 300: Pereira vs. Hill                                                | 2024年4月13日  |
| ○    | ミシェル・ウォーターソン     | 2R 2:42 TKO（パウンド）           | UFC Fight Night: Fiziev vs. Gamrot                                       | 2023年9月23日  |
| ×    | ビルナ・ジャンジロバ         | 5分3R終了 判定0-3                 | UFC 288: Sterling vs. Cejudo                                             | 2023年5月6日   |
| ×    | アマンダ・レモス             | 3R 0:54 TKO（スタンドパンチ連打） | UFC Fight Night: Rodriguez vs. Lemos                                     | 2022年11月5日  |
| ○    | ヤン・シャオナン             | 5分3R終了 判定2-1                 | UFC 272: Covington vs. Masvidal                                          | 2022年3月5日   |
| ○    | マッケンジー・ダーン         | 5分5R終了 判定3-0                 | UFC Fight Night: Dern vs. Rodriguez                                      | 2021年10月9日  |
| ○    | ミシェル・ウォーターソン     | 5分5R終了 判定3-0                 | UFC on ESPN 24: Rodriguez vs. Waterson                                   | 2021年5月8日   |
| ○    | アマンダ・ヒバス             | 2R 0:54 TKO（スタンドパンチ連打） | UFC 257: Poirier vs. McGregor 2                                          | 2021年1月24日  |
| ×    | カーラ・エスパルザ           | 5分3R終了 判定1-2                 | UFC on ESPN 14: Whittaker vs. Till                                       | 2020年7月26日  |
| △    | シンシア・カルビーロ         | 5分3R終了 判定1-0                 | UFC on ESPN 7: Overeem vs. Rozenstruik                                   | 2019年12月7日  |
| ○    | ティーシャ・トーレス         | 5分3R終了 判定3-0                 | UFC Fight Night: Shevchenko vs. Carmouche 2                              | 2019年8月10日  |
| ○    | ジェシカ・アギラー           | 5分3R終了 判定3-0                 | UFC on ESPN 2: Barboza vs. Gaethje                                       | 2019年3月30日  |
| △    | ランダ・マルコス             | 5分3R終了 判定1-0                 | UFC Fight Night: Santos vs. Anders                                       | 2018年9月22日  |
| ○    | マリア・デ・オリベイラ・ネタ | 1R 3:03 TKO（パンチ）             | Dana White's Tuesday Night Contender Series Brazil - Season 1, Episode 2 | 2018年4月11日  |
| ○    | ナタリア・シウバ             | 5分3R終了 判定3-0                 | Thunder Fight 14                                                         | 2017年12月16日 |
| ○    | Amanda Torres Sardinha       | 5分3R終了 判定3-0                 | Shooto Brazil 79                                                         | 2017年12月10日 |
| ○    | Samara Santos Cunha          | 5分3R終了 判定3-0                 | Fight 2 Night 2                                                          | 2017年4月28日  |
| ○    | Paula Vieira da Silva        | 1R4:50 TKO（パンチ）              | Curitiba Top Fight 10                                                    | 2017年2月24日  |
| ○    | Vanessa Guimaraes            | 2R1:47 三角締め                   | Aspera FC 41                                                             | 2016年7月9日   |
| ○    | Marcia Oliveira              | 1R1:42 TKO（パンチ）              | Floripa Fight Championship: The Big Challenge                            | 2016年6月4日   |
| ○    | Caroline Silva               | 2R0:47 TKO（膝とパンチ）          | Aspera FC 33                                                             | 2016年3月19日  |
| ○    | Caroline Silva               | 5分3R終了 判定3-0                 | Aspera FC 24                                                             | 2015年9月12日  |
| ○    | Silvania Monteiro            | 5分1R終了 TKO（ギブアップ）       | Sao Jose Super Fight 6                                                   | 2015年3月28日  |

## 表彰
- UFC ファイト・オブ・ザ・ナイト（1回）
- UFC パフォーマンス・オブ・ザ・ナイト（2回）